# Jairo Vásquez
Jairo Damián Vásquez Ampuero (Trelew, Chubut, Argentina; 16 de enero de 2001) es un futbolista argentino-chileno. Juega como delantero en Complejo Deportivo Posse.

## Trayectoria
Nacido en Trelew, Argentina, creció en Caleta Olivia, donde estuvo en los equipos de Estrella del Norte, Estrella del Sur, Mar del Plata y Olimpia Juniors como juvenil. A los 4 años se unió a las divisiones inferiores de C.A.I, en donde estuvo hasta los 13 años cuando fue cedido a Estudiantes de la Plata.
Tras el fin de su contrato juvenil con el equipo pincharrata, se unió a las divisiones inferiores de Universidad de Chile en febrero de 2020, regresando a C.A.I. a fines del mismo año.
En 2022, regresó a Chile firmando para Deportes Iquique de la Primera B. La siguiente temporada, juega para Deportes Limache de la Segunda División chilena, en donde obtuvo el campeonato de dicha divisional. A fines de 2023, regresó a C.A.I.
En 2024, firmó para Deportes Puerto Montt de la Segunda División chilena.

## Selección nacional

### Selecciones menores
Elegible para jugar por la selección chilena debido a que sus abuelos son naturales de dicho país, fue citado por el DT Hernán Caputto a participar en  en el Mundial de 2017. Sorprendentemente y luego de hacer un gran sudamericano, la selección caería contra Inglaterra (a la postra el campeón de dicho torneo) 0 a 4, perdieron también contra Irak por 0 a 3 y empataron finalmente contra México por 0 a 0 lo que lo dejaría en el Cuarto lugar del grupo no teniendo chances de clasificar a la siguiente ronda como mejores tercero, aplastando así todas las posibilidades de pasar a la siguiente ronda. Tuvo acción en los partidos ante el conjunto inglés e irakí.

#### Participaciones en Copas del Mundo
| Competencia                 | Sede  | Resultado    | PJ | Goles |
| --------------------------- | ----- | ------------ | -- | ----- |
| Copa Mundial Sub-17 de 2017 | India | Primera fase | 1  | 0     |

## Clubes
| Club                     | País      | Año       |
| ------------------------ | --------- | --------- |
| C.A.I                    | Argentina | 2020-2021 |
| Deportes Iquique         | Chile     | 2022      |
| Deportes Limache         | Chile     | 2023      |
| C.A.I                    | Argentina | 2023      |
| Deportes Puerto Montt    | Chile     | 2024      |
| Complejo Deportivo Posse | Argentina | 2025      |

## Palmarés

### Títulos nacionales
| Título           | Club             | País  | Año  |
| ---------------- | ---------------- | ----- | ---- |
| Segunda División | Deportes Limache | Chile | 2023 |